# Normas para la Gestión de Información Agraria
AINS (Las Normas para la Gestión de Información Agraria), es un sitio web  que promueve una iniciativa que pretende mejorar la coherencia entre los diversos sistemas de información agraria. El objetivo de AIMS es crear un centro de intercambio sobre la gestión de la información agraria y compartir y promover el uso de metodologías y herramientas comunes. AIMS proporciona servicios basados en la semántica para usuarios del entorno agrícola. Esto significa proporcionar recursos- sistemas de organización del conocimiento, estándares de metadatos, metodologías y herramientas de funcionalidades, servicios en línea, servicios web - para ser usados por:
- Expertos en gestión de la información y tecnología de la información para construir sistemas puedan fácilmente intercambiar y / o sincronizar datos (interoperar);

- Expertos en temas de dominios que necesiten utilizar los servicios para garantizar que su trabajo cumple con las normas de información agrícola y metodologías

## Normas
AGROVOC
El Tesauro AGROVOC es un vocabulario multilingüe, estructurado y controlado diseñado para abarcar la terminología de todos los ámbitos de la agricultura, la silvicultura, la pesca, la alimentación y otros ámbitos relacionados.
- Está disponible en línea en árabe, chino, checo, Inglés, persa, francés, alemán, hindi, húngaro, italiano, japonés, coreano, laosiano, polaco, portugués, ruso, eslovaco, español, tailandés.
- Se puede descargar libremente para su uso no comercial en MySQL, MS Access, RDF, OWL, SKOS, Postgres, TagText y ISO2709.
- Está disponible a través de servicios web, que actualizan el diccionario de sinónimos de inmediato, reduciendo así el tiempo y esfuerzo necesario para descargar e incorporar periódicamente la versión más reciente del diccionario de sinónimos en las aplicaciones.

El Tesauro AGROVOC es la base del servidor de conceptos AGROVOC (CS). Es un sistema basado en conceptos que permite la representación de las relaciones específicas entre los conceptos y sus lexicalizaciones en diferentes idiomas. El CS AGROVOC se ha diseñado para ser gestionado por una red distribuida de personas que lo mantienen y lo editan.
El espacio de trabajo del servidor de conceptos es un entorno en línea diseñado para gestionar el contenido de la CS AGROVOC. Es una herramienta que construye y estructura la terminología multilingüe y sus sistemas.

El Registro de Sistemas de Organización del Conocimiento (KOS)
En el ámbito de la agricultura, hay varias organizaciones de diferentes sistemas de conocimiento (KOS) que están actualmente en uso. Algunos de los más importantes están agrupadas y presentes en el Registro de KOS, con enlaces a sus páginas oficiales.

Ag-Standards
Un conjunto de metadatos se compone de elementos en los que cada una se refiere a una etiqueta que describe la información particular acerca de un recurso. Un recurso aquí se define como "todo lo que tiene una identidad". En el contexto del Documento como objeto de información, un recurso podría ser, por ejemplo, un documento, una monografía, una página web, el informe de un proyecto, etc.
AgMES (conjunto de elementos de metadatos agrarios) se lanzó en noviembre de 2000 en Bruselas durante un seminario organizado conjuntamente por la Organización para la Agricultura y la Alimentación de las Naciones Unidas (FAO) y Europa Oneworld. El proyecto pretende abarcar cuestiones de normas semánticas en el ámbito de la agricultura con respecto a la descripción, la localización de recursos, la interoperabilidad y el intercambio de datos para diferentes tipos de recursos de información. AgMES actúa como un paraguas bajo el cual se puede definir espacios para nombres, definidos para elementos recién declarados que se consideren necesarios y se utilizan para distintos recursos (documento como objetos de información o DLIOs, proyectos, eventos, etc) en todos los ámbitos relacionados con la producción de alimentos, la nutrición y el desarrollo rural.

## Herramientas
AgriDrupal
AgriDrupal es a la vez un conjunto de soluciones para la gestión de la información agraria y una comunidad de prácticas en torno a estas soluciones. La comunidad AgriDrupal se compone de personas que trabajan en la comunidad de los especialistas en información y gestión agrícola que han estado experimentando con soluciones de mensajería instantánea en Drupal. La comunidad interactúa usando la plataforma de AIMS. La comunidad de prácticas trabaja sobre soluciones modulares, para:
- Crear / adaptar / patrocinar nuevos "módulos" para Drupal;
- Recomendar los módulos existentes y sus mejores configuraciones para el cumplimiento de las normas;
- compartir scripts y técnicas que resuelvan problemas comunes

Estas soluciones se pueden integrar en cualquier instalación de Drupal.
AgriDrupal también se puede entregar como una gestión total de la información y herramienta de difusión especialmente diseñada como una solución conforme con la normativa de gestión de la información en la agricultura.

WebAgris
WebAGRIS es un sistema completo, multilingüe y basado en la web, diseñado para la entrada de datos, procesamiento y difusión (a través de Internet o en CD-Rom) de información bibliográfica agraria. Se basa en estándares comunes de entradas de datos y formatos de difusión como XML, HTML, ISO2709, así como del esquema de categorización del tesauro AGROVOC. WebAGRIS permite también enlazar con documentos que están disponibles en formato electrónico.

Registro de Herramientas
Herramientas para la catalogación/creación de metadatos: utilizadas para la creación de metadatos acerca de distintos tipos de recursos, incluyendo WebAGRIS y enlaces a otras herramientas personalizadas de acuerdo a las normas agrícolas como la extensión semántica de AGRIS DSpace.
Herramientas para ontologías: editores que permiten la creación y mantenimiento de ontologías
Herramientas para tesaurus: herramientas disponibles para el mantenimiento y perfeccionamiento de tesaurus como AGROVOC.
Otras Herramientas: diferentes tipos de iniciativas como los validadores, analizadores o proveedores de servicios como AgriFeeds que ofrecen vistas agregadas de noticias y eventos en la agricultura.

## Comunidades
El sitio web AIMS promueve la colaboración a través de wikis, foros y blogs, entre instituciones y personas que deseen compartir su experiencia sobre cómo utilizar las herramientas, normas y metodologías. Por otra parte, en AIMS se publican noticias y eventos como parte de su "acceso único" a la interoperabilidad y reutilización de recursos de información.
La plataforma tiene como objetivo llegar a toda la comunidad agrícola mundial, incluidos los proveedores de información de los institutos de investigación, las instituciones académicas, las instituciones educativas y de extensión así como también el sector privado.